# Signe Swensson
Signe Swensson, född 23 november 1888 i Trondheim, död 22 april 1974, var en norsk läkare, politiker för Högern och förkämpe för kvinnors rättigheter. 
Hennes far Pehr Gustaf Swensson var från Sverige. Hon var utbildad läkare vid Det Kongelige Frederiks Universitet år 1922. 
Hon var ledamot av Stortinget från 1931 till 1936. Hon var den fjärde kvinna som valdes in i Stortinget. Swensson var ordförande i Norges Yrkeskvinners Landsforbund från 1936 till 1946 och ordförande i Norsk Kvinnesaksforening år 1956, där hon även var hedersmedlem. 